# Paul Veldekens
Paul Eugène Marie Gustave Veldekens (Brussel, 26 augustus 1888 - aldaar, 25 oktober 1958) was een Belgisch advocaat, hoogleraar aan de Katholieke Universiteit Leuven en burgemeester van Vlezenbeek.

## Biografie
Paul Veldekens was de zoon van Gustave Veldekens, advocaat en gemeenteraadslid van Vlezenbeek. Hij liep school in Elsene en studeerde rechten en wijsbegeerte, eerst aan de Université Saint-Louis - Bruxelles, vervolgens aan de Katholieke Universiteit Leuven. Na zijn studies werd hij advocaat in Brussel, wat zijn leven lang zijn voornaamste activiteit zou blijven. Tijdens de Eerste Wereldoorlog was hij in dienst van de regering in Le Havre. Van 1918 tot 1919 was Veldekens kabinetschef van minister van Binnenlandse Zaken Charles de Broqueville.
In 1922 werd hij lector aan de rechtenfaculteit van de Leuvense universiteit en in 1923 gewoon hoogleraar. Hij doceerde verbintenissen- en contractenrecht, maar volgde ook het zakenrecht op, wat blijkt uit zijn Copropriété et propriété divisée uit 1935. In 1930 werd hij advocaat bij het Hof van Cassatie en in 1938 stafhouder van de balie bij het Hof van Cassatie, wat hij bleef tot 1944.
Veldekens adviseerde in 1940 na de capitulatie een nieuwe regering te vormen onder koning Leopold III. In 1942 schreef hij nog een Aperçu sur la forme monarchique.
Van 1932 tot 1958 was hij burgemeester van Vlezenbeek.
Veldekens trouwde in 1911 in Sint-Kwintens-Lennik met Marguerite Velge (1889-1977), dochter van notaris Firmin Velge. Haar neven Jules en Max Velge waren getrouwd met dochters van Leo Leander Bekaert, burgemeester van Zwevegem en oprichter van staalbedrijf Bekaert. Hij was een schoonbroer van Paul Velge, burgemeester van Strijtem, en Maurice Velge, notaris en burgemeester van Sint-Kwintens-Lennik die met zijn zus Germaine was getrouwd.

## Eerbetoon
De Paul Veldekensstraat in Sint-Pieters-Leeuw is naar hem vernoemd. Hij was grootofficier in de Orde van Leopold II en commandeur in de Leopoldsorde.